# Sapinho-de-verrugas-verdes-lusitânico
Sapinho-de-verrugas-verdes-lusitânico (Pelodytes atlanticus) é uma espécie de anfíbio anuro da família Pelodytidae. O seu estado de conservação da Lista Vermelha da UICN é Pouco preocupante. Está presente em Portugal.